# 발라드 1번 (쇼팽)
발라드 1번 G단조, Op. 23은 프레데리크 쇼팽이 1835년에 완성한 피아노 독주용 발라드이다. 그것은 쇼팽의 가장 인기 있는 작품 중 하나이다. 전형적인 공연은 9분에서 10분 정도 지속된다.

## 역사

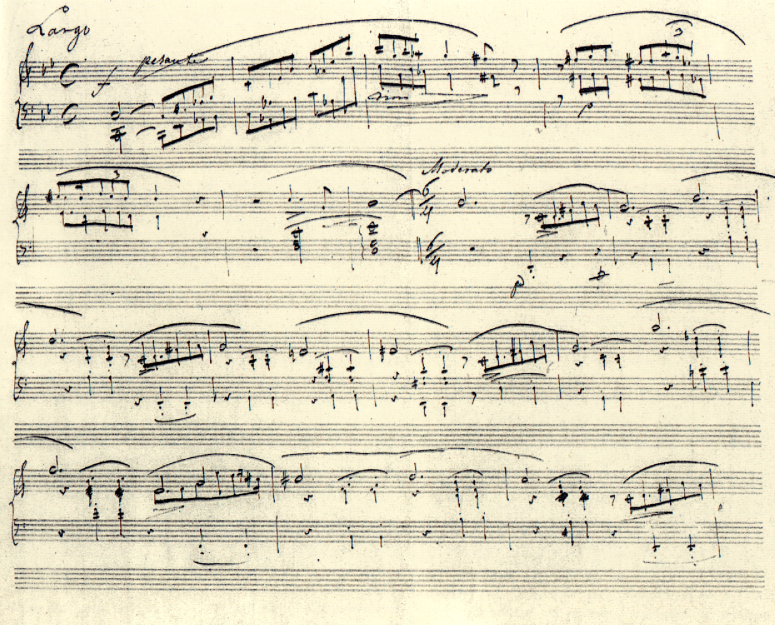
발라드 1번 악보

이 발라드는 쇼팽이 1831년 빈에서 8개월 동안 머물면서 그린 스케치로 시작된다. 1835년 파리로 이주한 후 완성되었으며, 프랑스 주재 하노버 대사인 슈톡하우젠 남작에게 헌정되었다.
1836년, 로베르트 슈만은 다음과 같이 썼다: "쇼팽의 새로운 발라드를 가지고 있다. 내가 보기에 그것은 그의 천재성에 가장 가까운 작품인 것 같다. 나는 심지어 그의 모든 작품 중에서 내가 가장 좋아하는 작품이라고 그에게 말했다. 오랫동안 심사숙고 한 후 그는 나에게 단호하게 말했다. '나도 그것이 가장 좋기 때문에, 그것은 내가 가장 아끼는 작품이기 때문에 기쁘다.'"

## 구조

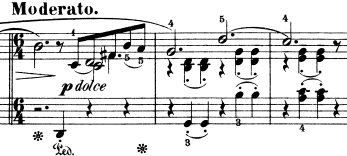
발라드 1번 메인 테마

이 작품은 장엄한 아우라를 내포하는 나폴리 화음인 A♭ 장조 화음의 첫 번째 반전으로 시작되며, 이 화음의 왼쪽 화음 D, G, 그리고 E♭로 끝나는데, 이 화음의 끝은 작품의 뒷부분까지 풀리지 않는다. 비록 쇼팽의 원고는 E♭를 탑노트로 분명히 표기하고 있지만, 화음은 어느 정도 논란을 불러 일으켰고, 그래서 Kindworth 에디션과 같은 일부 버전의 작품에는 D, G, D가 오시아로 포함되어 있다.
발라드의 주요 섹션은 두 가지 주요 테마로 구성되어 있다. 짧은 도입부는 G단조의 첫 번째 테마로 서서히 진행된다. 극적인 발전을 거쳐 E♭ Major의 두 번째 테마가 68마디로 부드럽게 소개된다. 이 전개는 다시 한번 다른 음의 중심(A단조, A장조)으로 옮겨진 두 가지 테마로 이어진다. 그런 다음, 재등장에서는 비록 순서가 반대이긴 하지만 원래의 키에서 두 테마를 제시한다.
코다는 프레스토 콘 푸오코로 표시되었는데, 초기 나폴리 하모니는 지속적인 동적 전진 추진으로 다시 나타나 이중 옥타브 스케일로 작품을 끝낸다.